# Трифункциональная гипотеза

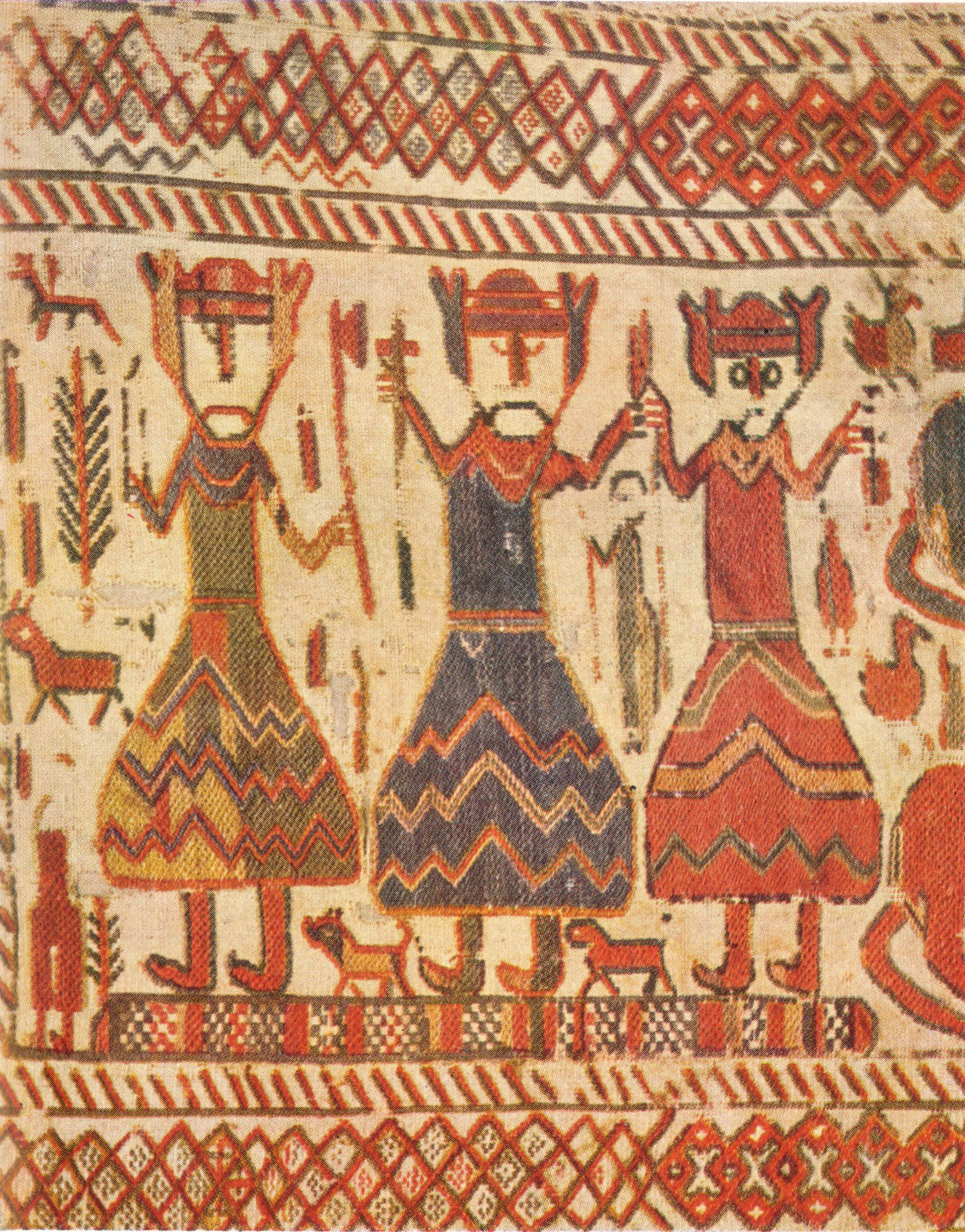
Часть шведского скогского гобелена XII века, предположительно изображающая слева направо одноглазого Одина, Тора с молотом и Фрейра, держащего пшеницу. Терье Лейрен считает, что эта группа близка к трёхфункциональному делению

Трифункциональная гипотеза — гипотеза, согласно которой праиндоевропейское общество было основано на «трёхсторонней идеологии» («фр. idéologie tripartite»). Её суть отражается в существовании трёх  каст или классов общества — жрецов, воинов и простолюдинов (земледельцев или торговцев). Им соответствовали три общественные функции: сакральная, военная и экономическая соответственно. Трифункциональная гипотеза выдвинута французским мифографом Жоржем Дюмезилем в 1929 году в книге «Фламен-Брахман», а позже в «Митра-Варуна».

## Трехстороннее разделение
Согласно Жоржу Дюмезилю, протоиндоевропейское общество состояло из трёх групп, соответствующих трём различным функциям:
- Верховная власть (господство) — к данной группе принадлежали жрецы, священничество, которые далее делились на две отдельные и взаимодополняющие части:
  - одна была формальной, юридической и мирской;
  - другая была могущественной, непредсказуемой, связанной со сверхъестественным миром.
- Военная функция связана с силой, войной, с военными.
- Экономическая функция регулировала производительность, скотоводство, земледелие и ремесла.  В её управление входило как верховное жречество, так и военные.

В протоиндоевропейской мифологии у каждой социальной группы были свои собственные боги или семейство богов, которые покровительствовали ей. Причём функция бога или богов соответствовала функции группы. Подобные разделения существуют во многих индоевропейских обществах:
- Бернар Сержан связывает индоевропейскую языковую семью с некоторыми археологическими культурами на юге России и реконструирует мотивы праиндоевропейской религии, основанные на трёх функциях[4].
- В раннегерманском обществе существовало чёткое разделение между королём, знатью и обычными свободными людьми[5].
- Скандинавская мифология: Один (власть), Тюр (закон и справедливость), Ваниры (плодородие)[6][7]. Терье Лейрен выделяет ещё одну группу из трёх скандинавских богов, которая может соответствовать трифункциональному разделению: Один как покровитель жрецов и магов, Тор — воинов и Фрейр — плодородия и земледелия[8]. Иногда Одина интерпретировали как бога смерти[9] и связывали с кремацией[10], а также с экстатической практикой[11][10].
- Классическая Греция: три части идеального общества, описанные Сократом в «Государстве» Платона. Бернар Сержан исследовал трёхфункциональную гипотезу в греческой эпической, лирической и драматической поэзии[12].
- Индия: три индуистские касты, брахманы или жрецы; кшатрии, воины и военные; и вайшьи, земледельцы, скотоводы и торговцы. Шудра — четвертая индийская каста, крестьяне или крепостные, появившаяся позже. Исследователи полагают, что носители индоевропейских языков пришли в Индию в эпоху поздней бронзы, смешались с местным населением цивилизации долины Инда и, возможно, установили кастовую систему, заняв в основном высшие касты[13].

## Мнения
Сторонниками гипотезы являются такие ученые, как Эмиль Бенвенист, Бернар Сержан и Ярослав Лебединский. Последний заключает, что «базовая идея трифункциональности убедительно доказана».
Гипотеза была принята за пределами индоевропеистики некоторыми мифографами, антропологами и историками, такими как Мирча Элиаде, Клод Леви-Стросс, Маршалл Салинс, Родни Нидхэм, Жан-Пьер Вернан и Жорж Дюби. Значимость функциональных диаграмм как сетки для прочтения социальной идеологии средневекового христианства послужила толчком к важным исследованиям в 1970-х годах, включая несколько работ Жоржа Дюби.
Николас Аллен полагал, что трехстороннее разделение, по-видимому, было скорее эффектом отбора, чем организующим принципом для индоевропейских обществ. Бенджамин В. Фортсон писал, что Дюмезиль размыл границы между тремя функциями, а примеры, которые он приводил, часто имели противоречивые характеристики, что заставило Фортсона отвергнуть эти категории как несуществующие. Джон Броу утверждает, что социальные деления распространены и за пределами индоевропейских обществ, поэтому у данной гипотезы весьма условная польза для описания доисторического индоевропейского общества. Криштиану Гроттанелли утверждает, что, хотя трифункционализм Дюмезиля можно увидеть и средневековом, и в современном обществе, его проекция на более ранние культуры ошибочна. Воутер Бельер отозвался о теории с резкой критикой.
Среди оппонентов теории были французский латинист Андре Пиганьоль и немецкий индолог Пауль Тиме. Гипотеза также подверглась критике со стороны историков Карло Гинзбурга, Арнальдо Момильяно и Брюса Линкольна. Они считают её основанной на симпатиях Дюмезиля к политически правым. Гай Струмса считает эту критику необоснованной.